# Jamil Chade
Jamil Cezar Chade, mais conhecido como Jamil Chade (São Paulo, 29 de fevereiro de 1976), é um jornalista brasileiro.
Mora em Genebra e atua como correspondente na Europa há duas décadas. Contribui regularmente com veículos internacionais como BBC, CNN, CCTV, Al Jazeera, France24, La Sexta, The Guardian, El Pais e outros.

## Carreira
Neto paterno de imigrantes libaneses, é graduado em Relações Internacionais pela Pontifícia Universidade Católica de São Paulo, faz estágio no DAI (Departamento de Assuntos Internacionais) da Fiesp, mas acabou por construir uma carreira de jornalista - iniciada como repórter da Gazeta Mercantil, em Brasília, onde trabalharia por três anos.
Em 2000, decidiu continuar seus estudos e foi fazer mestrado em Relações Internacionais na Universidade de Genebra, Suíça. Uma vez que Genebra abriga as sedes de várias organizações internacionais, tais como a Organização Mundial do Comércio, Chade propôs ao Estadão a ideia de trabalhar como freelancer para o jornal: assim, continuou a exercer o jornalismo, como correspondente de O Estado de S.Paulo.
Em 2011 e em 2013, Chade foi premiado como o melhor correspondente brasileiro no exterior pelo Comunique-se.
Em 2017, deixou de trabalhar para o Grupo Estado, continuando a atuar como freelancer, até ser contratado como correspondente internacional da Rádio Bandeirantes.
Foi presidente da Associação da Imprensa Estrangeira na Suíça, integrante da rede de jornalistas no combate à corrupção da entidade Transparência Internacional e, em 2014, um dos pesquisadores da Comissão Nacional da Verdade, criada pelo governo do Brasil para investigar crimes e violações de direitos humanos cometidos durante a Ditadura Militar no país.
Em 2021, recebeu o Troféu Audálio Dantas — Indignação, Coragem, Esperança, concedido para profissionais de imprensa que “dedicaram suas vidas à defesa da democracia, justiça, direito à informação e liberdade de expressão”.
Em 2022, publicou uma carta aberta escrita por ele ao deputado Artur Du Val, que teve áudios sexistas feitos durante viagem à Ucrânia vazados, que teve repercussão até no Congresso Nacional, onde foi lida pela senadora Simone Tebet.
Desde 2022 colabora com o programa jornalístico independente ICL Notícias, no YouTube, o programa é comandado pelo empresário Eduardo Moreira.

### Livros
Publicou seis livros, dois dos quais foram finalistas do prêmio Jabuti.
Na Suíça, o livro "O Mundo Não é Plano" venceu o prêmio Nicolas Bouvier, principal reconhecimento jornalístico do país.

#### Relação
- "O Mundo Não é Plano" - com Juca Varella (Editora Virgílio, 2010)
- "Rousseff - A História de Uma Família Búlgara Marcada por Um Abandono, o Comunismo e a Presidência do Brasil" - com Momchil Indjov (Virgiliae, 2011)
- "A Copa como ela é: A história de dez anos de preparação para a Copa de 2014" (Companhia das Letras, 2014)[16][17]
- "Política, propina e futebol" (Objetiva, 2015)[18][19]
- "10 histórias para tentar entender um mundo caótico" - com Ruth Manus (Sextante, 2020)[20]
- "Luto: Reflexões Sobre a Reinvenção do Futuro" (Editora Contracorrente, 2022)[21]